# 김윤덕 (1966년)
김윤덕(金潤德, 1966년 7월 11일~)은 대한민국 학생 운동가 출신 정치인이다. 제19·21·22대 국회의원 및 제9대 국토교통부 장관이다. 본관은 청도이며 전북특별자치도 부안군 출생이다. 전북대학교 재학 시절 독재 정권에 맞서 학생 운동을 이끌었다. 이후 정계에 입문하였다.

## 학력
- 1978년 - 전주진북초등학교 졸업
- 1981년 - 전주남중학교 졸업
- 1984년 - 동암고등학교 졸업
- 1993년 - 전북대학교 상과대학 회계학과 학사

## 경력
- 민들레학교 교장
- 한국스카우트 2023세계스카우트잼버리 준비위원회 공동준비위원장
- 한국스카우트 전북연맹 연맹장
- 국회 스카우트의원연맹 정회원
- 국회 문화관광산업연구포럼 연구책임위원
- 경제사회정책포럼, 나무심는 사람들 정회원
- 미래한국헌법연구회, 다문화사회포럼, 국회혁신교육포럼, 국회지방살리기포럼, 신분야연구포럼 준회원
- 한·체코 국회의원친선협회 이사, 한·뉴질랜드 국회의원친선협회 이사
- 도서관문화발전 국회포럼 회원
- 만화를 사랑하는 국회의원 모임 회원
- 한국영화를 사랑하는 의원모임 회원
- 민주통합당 전라북도당 전주시 완산구 갑 지역위원회 위원장
- 민주통합당 정책위원회 부의장
- 민주당 중앙당 정책위원회 부의장
- 민주당 중앙당 2013년 하반기 재보궐선거 선거대책위원회 정보통신특별위원장, 기획본부 부본주장, 여성위원회 부위원장
- 민주당 중앙당 2013년 하반기 재보궐선거 기획단 위원
- 민주당 중앙당 전국노동위원회 고문
- 민주당 민생공약실천위원회 경제민주화본부 위원
- 민주당 사이버사령부 대선개입 진상조사단 위원
- 제6회 전국동시지방선거 민주당→새정치민주연합 전라북도당 획단장
- 민주당 전라북도당 전주시 완산구 갑 지역위원회 위원장
- 새정치민주연합 원내부대표
- 새정치민주연합 전라북도당 국민안심 선거대책위원회 위원장
- 새정치민주연합 전라북도당 전주시 완산구 갑 지역위원회 위원장
- 새정치민주연합 정치혁신실천위원회 위원
- 새정치민주연합 세월호 침몰사고 대책위원회 위원
- 새정치민주연합 전라북도당 운영위원, 상무위원
- 2012년 4월 11일 - 대한민국 제19대 국회의원 선거 당선(전북 전주시 완산구 갑, 민주통합당, 초선)
- 열린우리당 전라북도당 시민사회특별위원회 위원장
- 전라북도 경제통상진흥원 원장
- 전주시 통합배구연합회 회장
- 사람사는세상 노무현재단 기획위원
- 전라북도 자원봉사센터 이사
- 한국 스카우트 전북연맹장
- 더좋은민주주의연구소 소장
- 제29대 유네스코 한국위원회 문화분과위원
- 전국소상공인단체연합회 자문위원
- 전북대총동창회 장기발전위원장
- (사)한국문화콘텐츠라이센싱협회 캐릭터사랑서포터즈 명예위원
- NGO한국노년유권자연맹 전북연합회 상임고문
- 제21대 국회 하반기 문화체육관광위원회 간사위원
- 제21대 국회 전반기 국토교통위원회 위원
- 제20대 대통령 선거 더불어민주당 이재명 대통령 후보 조직혁신단 총괄단장
- 제20대 대통령 선거 더불어민주당 이재명 대통령 후보 조직본부 공동수석본부장
- 제20대 대통령 선거 더불어민주당 이재명 대통령 후보 조직본부장
- 제25회 2023새만금세계스카우트잼버리 공동조직위원장
- 더불어민주당 전북특별자치도당 전주시 갑 지역위원회 위원장
- 더불어민주당 전라북도당 위원장
- 2020년 4월 15일 - 대한민국 제21대 국회의원 선거 당선(전북 전주시 갑, 더불어민주당, 재선)
- 제20대 국회의원 선거 더불어민주당 전라북도당 총선기획단장
- 민주평화국민연대, 담쟁이포럼, 민주당초선의원네트워크 회원
- 시민행동21 공동대표
- 한국청년단체협의회 전북의장
- 제8대 전라북도의회 의원(전북 전주시 제2선거구, 열린우리당→대통합민주신당→통합민주당→민주당, 초선)
- 2006년 5월 31일: 제4회 전국동시지방선거 당선(민선 4기, 전북 전주시 제2선거구, 열린우리당, 초선)
- 2022년 8월 - 민주연구원 이사
- 2022년 9월~2024년 4월 - 더불어민주당 이재명 당대표 특보단장
- 2022년 10월 - 더불어민주당 정책위원회 선임부의장
- 2023년 11월~2024년 4월 - 제22대 국회의원 선거 더불어민주당 중앙당 공직선거후보자검증위원회 부위원장
- 2023년 11월~2024년 4월 - 더불어민주당 조직사무부총장
- 제8회 전국동시지방선거 전라북도지사 더불어민주당 예비후보
- 2024년 4월 10일 - 대한민국 제22대 국회의원 선거 당선(전북 전주시갑, 더불어민주당, 3선)
- 2024년 4월~2025년 7월 - 제9대 더불어민주당 사무총장
- 2024년 5월~2025년 7월 - 더불어민주당 조직강화특별위원회 위원장
- 2025년 7월~ - : 제9대 국토교통부 장관

### 의정 활동
- 2012년 5월 30일~2016년 5월 29일: 제19대 국회의원(전북 전주시 완산구 갑, 민주통합당→민주당→새정치민주연합→더불어민주당, 초선)
  - 2012년 7월~2013년 3월: 제19대 국회 전반기 문화체육관광방송통신위원회 위원
  - 2013년 3월~2014년 5월: 제19대 국회 전반기 교육문화체육관광위원회 위원
  - 2013년 6월~2014년 5월: 제19대 국회 전반기 동북아역사왜곡대책특별위원회 위원
  - 2013년 8월~2014년 5월: 제19대 국회 전반기 예산결산특별위원회 위원
  - 2014년 6월~2016년 5월: 제19대 국회 후반기 국토교통위원회 위원
  - 2020년 8월~2022년 7월: 제21대 국회 전반기 국토교통위원회 위원
  - 2022년 7월~2024년 5월: 제21대 국회 하반기 문화체육관광위원회 간사위원
- 2020년 5월 30일~2024년 5월 29일: 제21대 국회의원(전북 전주시 갑, 더불어민주당, 재선)
  - 2020년 6월~2022년 5월: 제21대 국회 전반기 국토교통위원회 위원
  - 2020년 7월~: 한중차세대리더포럼 구성의원
  - 2020년 7월~: 국회세계한인경제포럼 구성의원
  - 2020년 9월~2022년 5월: 제21대 국회 전반기 국토교통위원회 국토법안심사소위원회 위원
  - 2020년 9월~2022년 5월: 제21대 국회 전반기 국토교통위원회 청원심사소위원회 위원장
  - 2021년 4월~2021년 5월: 제21대 국회 국무총리(김부겸) 임명동의에 관한 인사청문특별위원회 위원
  - 2022년 7월~2024년 5월: 제21대 국회 후반기 문화체육관광위원회 간사
- 2024년 5월 30일~: 제22대 국회의원(전북 전주시 갑, 더불어민주당, 3선)
  - 2024년 6월~: 제22대 국회 전반기 문화체육관광위원회 위원

## 전과
- 집회및시위에관한법률위반: 징역 8월, 집행유예 1년 - 1987년 3월 7일 선고[1]

## 수상
- 2013년 - 대한민국 우수국회의원 대상 우수상
- 2014년 - 자랑스런 한국인대상 의정부문 지역사회발전공로대상
- 2015년 - 국회사무처 입법 및 정책개발 우수의원
- 2020년 - 더불어민주당 국정감사 우수의원
- 2021년 - 국토교통부노동조합 국정감사 우수의원
- 2022년 - 대한민국 국회 의정대상 입법활동부분 우수의원

## 역대 선거 결과
|  | 48.03% |

|  | 52.08% |

|  | 42.42% |

|  | 73.57% |

|  | 77.59% |

## 저서
- 『디자인드 인 전주』(2011)
- 『한옥마을에서 본 한류』(2013)
- 『김윤덕 이야기』(2020)

## 소속 정당
| 소속 정당 | 소속 정당      | 소속 기간  | 비고      |
| --------- | -------------- | ---------- | --------- |
|           | 열린우리당     | 2006~2007  | 정계 입문 |
|           | 대통합민주신당 | 2007~2008  | 합당      |
|           | 통합민주당     | 2008       | 합당      |
|           | 민주당         | 2008~2011  | 당명 변경 |
|           | 민주통합당     | 2011~2013  | 합당      |
|           | 민주당         | 2013~2014. | 당명 변경 |
|           | 새정치민주연합 | 2014~2015  | 합당      |
|           | 더불어민주당   | 2015~현재  | 당명 변경 |

## 같이 보기
- 전주시 갑
- 전주시 완산구 갑
- 전주시의 국회의원
- 전주시 완산구의 국회의원
- 전주시 덕진구의 국회의원
- 대한민국의 국토교통부 장관